# تحوتموس چهارم
تحوتموس چهارم مِن‌خِپِرورَع هشتمین فرعون دودمان هجدهم در مصر باستان بود. مان‌تو او را توتمُسیس نامیده و طول دوران فرمانروایی او را ۹ سال و ۸ ماه ذکر کرده و کمتر از نه سال بودن فرمانروایی تحوتموس چهارم را دیگر مدارک بر جای مانده از دوران معاصر او نیز تأیید می‌کنند. نام تاجی او، مِن‌خِپِرورَع، به معنای «آنکه در ساختارها جای گرفته رع است» می‌باشد.

## زندگی‌نامه
توتمس چهارم یکی از پسران پرشمار فرعون آمن حوتپ دومبود و امید او برای به دست آوردن تاج و تخت بسیار کم. از سوی دیگر او از زنی جز شهبانوی نخست به دنیا آمده بود و این شانس او را کمتر نیز می‌کرد. با این حال چرخ سرنوشت باعث شد که در هنگام مرگ پدرش، دیگر وارثان زودتر از او درگذشته باشند و توتمس چهارم پس از آمن حوتپ دوم شاه شود.
در دوره کوتاه فرمانروایی او رویدادهای پدید آمدند که در نهایت باعث بحران دینی در دوران نوه‌اش، آخناتون، شد. در این هنگام قدرت کاهنان آمون بسیار زیاد بود و این کاهنان آغاز به رقابت با شاه کرده بودند. این توتمس را بر آن داشت تا به جای آنکه تاجگذاری خود را با آمون بر جای آورد، با نام رع بر تخت نشیند؛ کسی که به گفته توتمس پادشاهی‌اش را به او بخشید به شرط آنکه ابوالهول بزرگ جیزه را که برای سده‌ها تا نیمه در شن مدفون شده و از یادها رفته بود، از آن بیرون آورد.
از آنجا که توتمس چهارم پسر شهبانوی نخست نبود، ناچار شد تا با دو تن از خواهران ناتنی خود ازدواج کند؛ شاهدختان اییارت و نفرتاری. او از آن دو دختران بسیاری به دست آورد. بزرگ‌ترین پسر او و جانشینش از زن یکم خود، موتمویا، آمن حوتپ سوم بود.
از آنجا که توتمس در جوانی مرد، پسرش در ۱۲ سالگی جای او را گرفت. مومیایی او در دره پادشاهان به خاک سپرده شد و بعدها در آرامگاه آمن حوتپ دوم در شرایط بسیار عالی یافت شد.

## نگارخانه

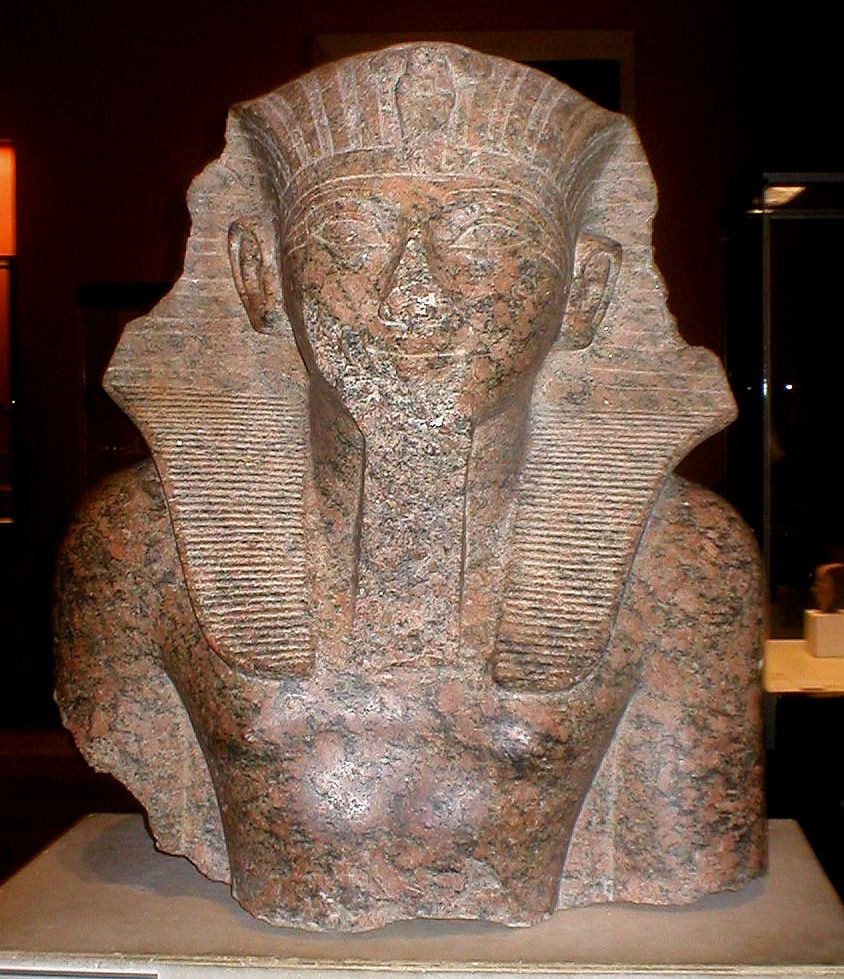
تندیس توتمس چهارم، لوور
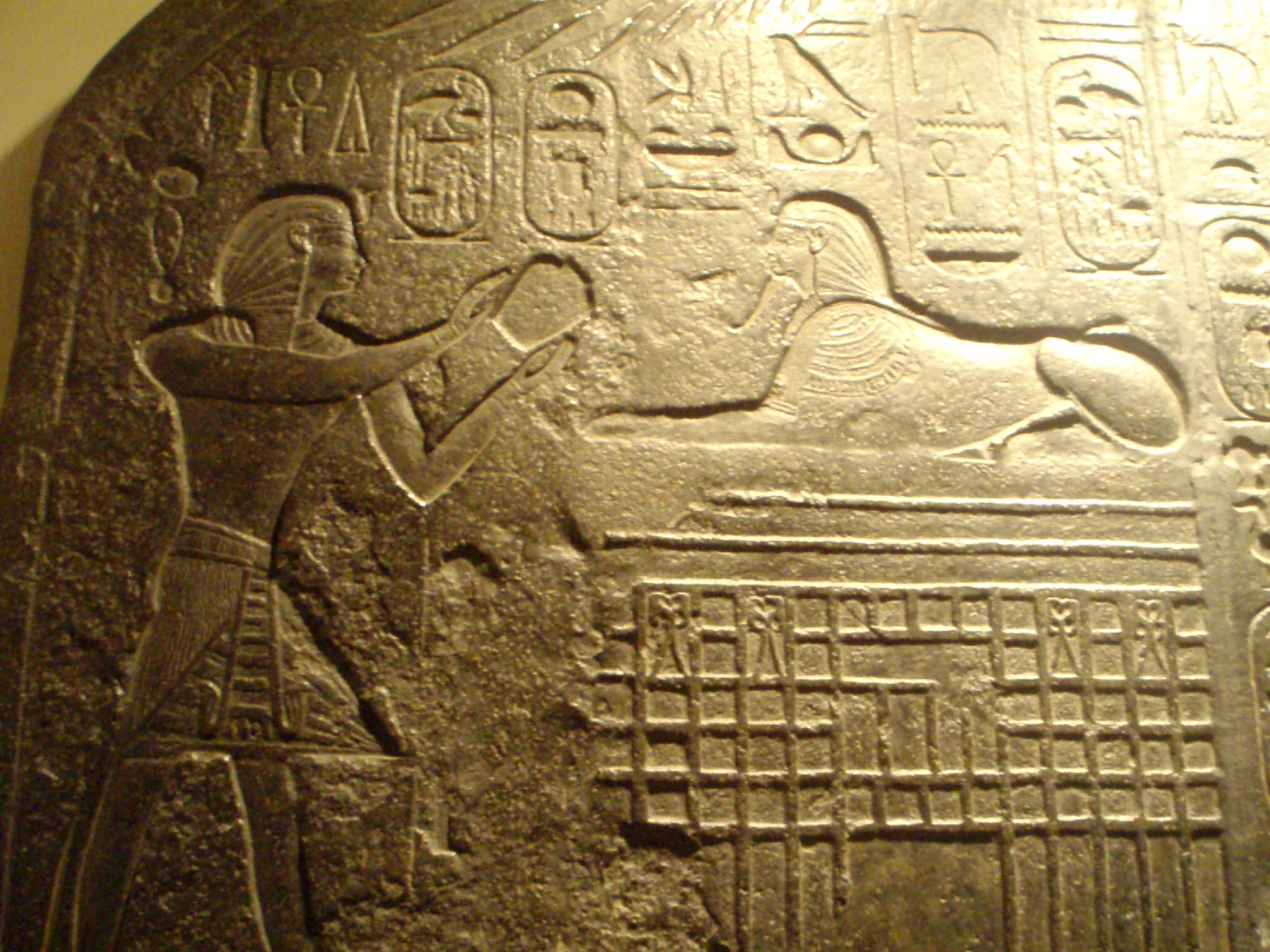
سنگ بازسازی شدهٔ سنگ‌نگاره دیده شدن رع در خواب توتمس چهارم
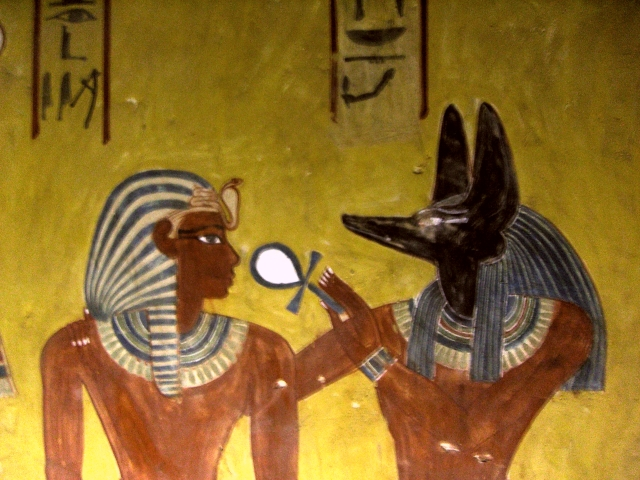
خدای آنوبیس در حال تقدس دادن به توتمس چهارم، گور کی‌وی۴۳
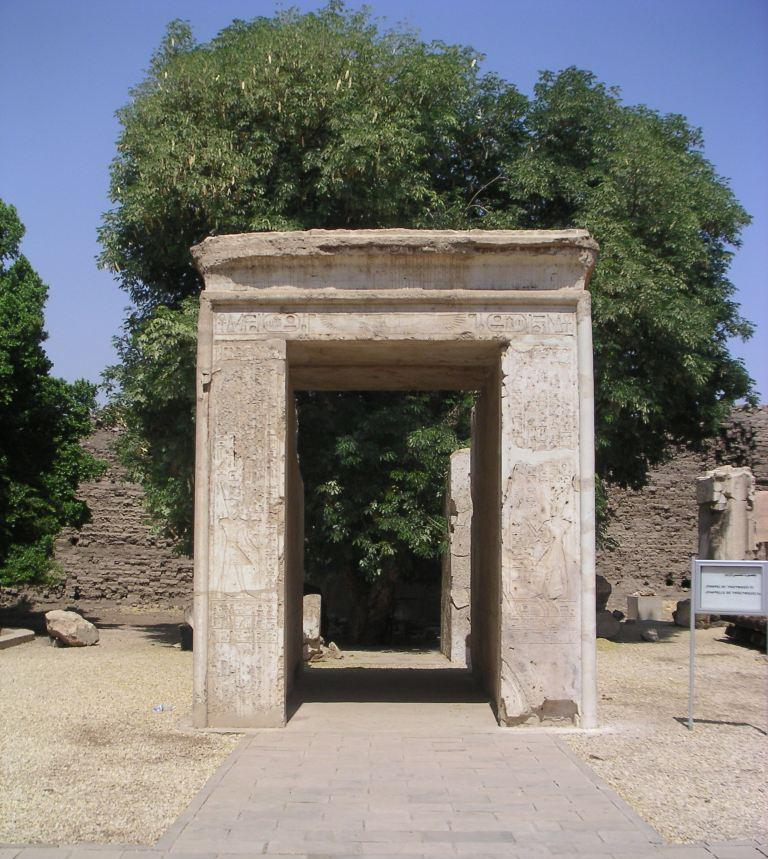
پرستشگاه ساخته شده توسط توتمس چهارم، کارناک
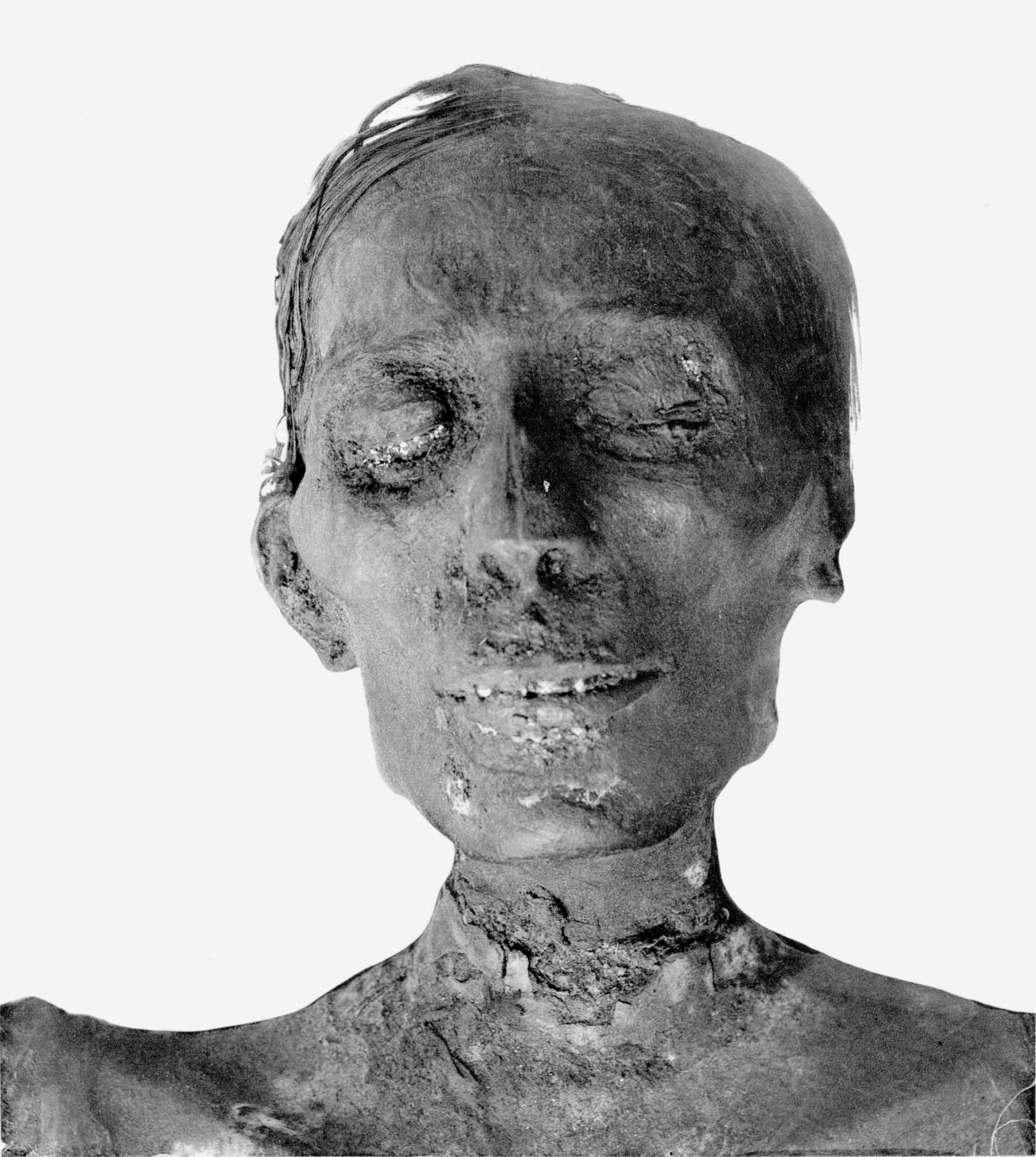
سر مومیایی توتمس چهارم، بخش مومیایی‌های شاهانه، موزه قاهره